# Rio Cambongo-Negunza
Cambongo-Negunza é o nome atribuído ao curso de água que nasce nas regiões elevadas do município de Ucu–Seles, seguindo em sentido transversal ao meridiano e desemboca no oceano Atlântico na cidade de Sumbe. O rio tem uma extensão aproximada de 190 km desde a nascente até foz.
O nome foi atribuído em memória ao então soba Negunza, nome este que também designou o nome da cidade que actualmente se chama Sumbe.